# Petrom
Petrom es una compañía petrolera rumana, la mayor empresa de Rumania y el mayor productor de petróleo y gas de Europa Oriental, que además opera en varios países:
- Rumania - mayor compañía;
- Moldavia - 2ª mayor compañía, con el 31% del mercado;
- Bulgaria - 3ª mayor compañía, con el 18% del mercado;
- Serbia y Montenegro - 3ª mayor compañía, con el 13% del mercado.

## Historia
A finales de 2004, Petrom fue privatizada por el estado rumano y vendida a la compañía petrolera austriaca OMV. Hasta 2005, fue la mayor privatización en la historia de Rumania. OMV controla el 51% de las acciones de Petrom. Los otros accionistas son el estado rumano con el 40,74%, el BERD con el 2,03%, y otros (6,23%).
Aparte de sus operaciones en Rumania, la compañía opera en Bulgaria, Serbia, Hungría, Moldavia, Kazajistán, Irán y Rusia. En Moldavia opera 73 estaciones de servicio, siendo una de las compañías petroleras líderes en este mercado, junto con Lukoil. En Hungría existen dos estaciones de servicio de Petrom.
Hasta 2005 Petrom tenía seis plataformas de extracción offshore, de las cuales cinco, GSP Atlas, GSP Jupiter, GSP Orizont, GSP Prometeu y GSP Saturn fueron vendidas a Grup Servicii Petroliere por US$100 millones.
En enero de 2005, Petrom adquirió las operaciones de OMV en Rumanía, Bulgaria, Serbia y Montenegro. Como resultado de la transacción, 178 estaciones de servicio de OMV ahora pertenecen a Petrom y continuarán operando con su propia marca OMV. Con significantes inversiones de €500 millones hasta 2010 solo en la división de comercialización, Petrom consolidará su posición de liderazgo en el Sureste de Europa.

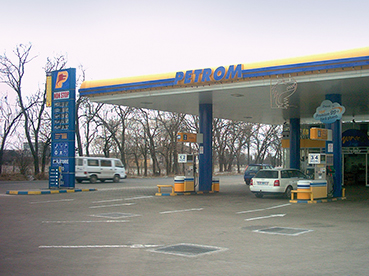
Estación de servicio de Petrom.

En 2007 la compañía produjo 5.500 millones de m³ de gas natural y 191.000 barriles diarios de petróleo.
En 2007, Petrom  signó el contrato de construcción de Petrom City, la nueva sede de la compañía.
En 2008, Petrom signó el contrato para la construcción de una planta de generación eléctrica de ciclo combinado en Brazi (comuna cercana a la ciudad de Ploiesti en Rumanía), con un consorcio con General Electric y Metka. El consorcio finalizará la construcción de la central que funcionará con gas natural en septiembre de 2011. El contrato supera los 400 millones de Euros.
Desde el 1 de enero de 2010, la asamblea extraordinaria decidió cambiar el nombre de Petrom a OMV Petrom.
En abril de 2010, Petrom extendió la cartera de sus proyectos en términos de capacidad de producción eléctrica a través de la adquisición del 100% de SC Wind Power Park SRL. El Parque Eólico de Dobrogea tiene un proyecto de generación eólica de electricidad, con todas las licencias, con una capacidad de 45 MW. Petrom construirá y operará una planta eólica de generación eléctrica, que se espera que entre en producción a mediados de 2011.
Desde el 1 de octubre de 2010, Petrom ha completado la consolidación de sus actividades de comercialización en Rumanía en una sola entidad, OMV Petrom Marketing SRL.
El 2 de diciembre de 2010, Petrom inauguró Petrom City, que alberga la sede de los negocios principales de la compañía. Localizada en el área norte de Bucarest, reunirá cerca de 2.500 empleados de la compañía en siete oficinas en Bucarest y Ploiesti.
En 2010, Petrom inauguró el sistema de distribución de gas Hurezani diseñado para optimizar el suministro en la red de transporte nacional. El sistema incluye una nueva estación de compresión en Bulbuceni, una estación con 11,5 km de nueva conducción y nuevas instalaciones de medida del suministro de gas en Hurezani para adaptarse a los cambiantes parámetros del flujo de gas y presión. La inversión asciende a cerca de 135 millones de euros.

## Accionistas
- 51.01% Österreichische Mineralölverwaltung OMV AG
- 20.64% AVAS (Agencia para la Recuperación de los Bienes del Estado)
- 20.11% Property Fund S.A. (fondo que gestiona varias participaciones en empresas rumanas, creado por el estado rumano para compensar a las personas que sufrieron la nacionalización de sus bienes durante el régimen comunista)
- 2.03% BERD (Banco Europeo de Reconstrucción y Desarrollo)
- 6.21% Capitalización libres (free float), con alrededor de 500.000 inversores privados e institucionales de Rumania y el extranjero.

## Controversia de la privatización
La privatización de Petrom se realizó durante los últimos meses del gobierno de Adrian Năstase. En diciembre de 2004, OMV obtuvo el 51 por ciento de participación en SNP Petrom SA.
Los grandes periódicos de Rumanía publicaron artículos criticando la privatización de Petrom, con el argumento que en el último momento, inadvertidamente, se dio a Petrom todas las reservas de petróleo y gas de Rumanía, justo antes de que se firmara el contrato de privatización. Estas fuentes reclamaron que este movimiento entregaba el control a manos privadas de los recursos nacionales del país.
Como consecuencia, OMV/Petrom tiene de facto el monopolio de la producción de petróleo en Rumania. Además, el estado no impuso cláusulas de control de precios en el contrato de privatización, así que el petróleo producido en Rumanía se vende al mismo precio que el petróleo importado.
Maniobras internas de la compañía permitieron que aumentasen los precios de venta. Como se reportó en Evenimentul zilei (uno de los principales periódicos diarios en Rumanía):
En Petrom, 159 litros de gasolina cuestan 197 dólares. El precio es 15 veces superior que los costes de extracción de las reservas de Rumanía. Un barril extraído, fresco, cuesta 12 dólares, pero el precio crece a 46 dólares cuando llega a las puestas de la refinería.
El caso de OMV-Petrom debe ser clarificado. Un simple cálculo muestra que la simple venta de petróleo entre la división de exploración y extracción de la compañía y la división de refinación proporciona a OMV/Petrom beneficios cercanos a 32 dólares por barril de petróleo.